# Phareus raptator
Phareus raptator is een hooiwagen uit de familie Stygnidae.